# Santpoort-Zuid
Santpoort-Zuid (prononcé en néerlandais : [sɑntpoːrt zœyt] ; traduisible en français par Santpoort-Sud) est un village néerlandais situé dans la commune de Velsen, dans le sud-ouest de la province de Hollande-Septentrionale. Il se trouve précisément entre la ville de Haarlem à l'est et le parc national Zuid-Kennemerland à l'ouest.
La population du district statistique incluant la campagne environnante du village de Santpoort-Zuid est de 3 370 habitants (2021). Le village est principalement connu pour son château de Brederode, aujourd'hui en ruines.

## Transports
Le village est desservi par la gare de Santpoort Zuid des services régionaux (Sprinter) des Nederlandse Spoorwegen (NS), sur la ligne ferroviaire de Haarlem à Uitgeest.